# پیشورکا
پیشورکا (به بلغاری: Pishurka) یک منطقهٔ مسکونی در بلغارستان است که در استان مونتانا واقع شده‌است.
 پیشورکا  ۱۲۱ نفر جمعیت دارد و ۱۴۴ متر بالاتر از سطح دریا واقع شده‌است.